# Есимов, Ахметжан Смагулович
Ахметжа́н Смагу́лович Еси́мов (каз. Ахметжан Смағұлұлы Есімов; 15 декабря 1950, с. Комсомол, Каскеленский район, Алма-Атинская область) — казахстанский государственный и политический деятель, с декабря 2017 по 2021 годы — председатель правления Акционерного общества «Фонд национального благосостояния „Самрук-Қазына“», председатель правления акционерного общества "Национальная компания «Астана ЭКСПО — 2017», аким города Алма-Аты в 2008—2015 годы, министр сельского хозяйства Республики Казахстан в разные годы, Герой Труда Казахстана (2017), доктор экономических наук, с апреля 2021 года — внештатный помощник первого президента Республики Казахстан.

## Биография
Родился 15 декабря 1950 в селе Комсомол Каскеленского района Алма-Атинской области, казах из рода шапырашты Старшего жуза. Племянник Нурсултана Назарбаева. Окончил факультет механизации сельского хозяйства Казахского сельскохозяйственного института, Академию общественных наук при ЦК КПСС, доктор экономических наук.
Трудовую деятельность начал в 1968 году методистом по спорту совхоза «Дружба»; после окончания института работал инженером-механиком совхоза «Ленинский», председателем рабочего комитета профсоюза Казахского НИИ картофельного и овощного хозяйства.
В 1979 году становится инструктором организационного отдела Каскеленского райкома Компартии Казахстана, затем избирается секретарём парткома совхоза «Ленинский».
С 1982 года — инструктор сельскохозяйственного отдела Алма-Атинского обкома Компартии Казахстана.
С 1983 — директор совхоза «Ленинский».
В 1985 году назначается председателем Каскеленского райисполкома.
В 1986 году избран первым секретарём Чиликского райкома Компартии Казахстана.
С 1988 года занимает должность первого заместителя Алма-Атинского облисполкома — председателя облагропрома, секретаря Алма-Атинского обкома Компартии Казахстана.
В 1990 году назначается первым заместителем председателя Госагропрома Казахской ССР, а с 1991 — первым заместителем министра сельского хозяйства и продовольствия Казахской ССР.
С сентября 1991 по февраль 1992 — председатель Алма-Атинского областного Совета народных депутатов, затем, по декабрь 1994 — глава Алматинской областной администрации.
С 1994 по 1998 год — заместитель премьер-министра, Государственный секретарь, первый заместитель премьер-министра — председатель Государственного комитета Республики Казахстан по инвестициям, руководитель Администрации президента Республики Казахстан.
В течение нескольких лет представлял интересы Казахстана в должности Чрезвычайного и полномочного посла в Королевстве Бельгия, Королевстве Нидерланды и Великом Герцогстве Люксембург. Возглавлял Представительство Республики Казахстан в ЕС и НАТО.
С мая 2001 года по январь 2006 года работал министром сельского хозяйства, заместителем премьер-министра Республики Казахстан.
С 19 января 2006 года — вновь возглавил Министерство сельского хозяйства Республики Казахстан.
4 апреля 2008 года Маслихат города Алматы на своей 9-й внеочередной сессии единогласно утвердил кандидатуру Ахметжана Есимова на должность акима города.
16 октября 2008 на VIII внеочередной городской партийной конференции НДП «Нур Отан» Есимов избран председателем городского филиала партии «Нур Отан».
9 августа 2015 года распоряжением президента Республики Казахстан назначен председателем правления акционерного общества "Национальная компания «Астана ЭКСПО — 2017».
23 декабря 2017 года назначен председателем правления АО "Фонда национального благосостояния «Самрук-Казына».
29 марта 2021 года покинул пост председателя правления АО "Фонда национального благосостояния «Самрук-Казына».
21 апреля 2021 года назначен внештатным помощником первого президента Республики Казахстан — Елбасы.

## Министр сельского хозяйства
Во время работы А. Есимова министром сельского хозяйства Казахстан вышел на первое место в мире по экспорту муки.

## Аким Алматы
Деятельность в статусе акима Алматы А. Есимов начал с решения проблем обманутых участников долевого строительства. В городе на тот момент насчитывалось 125 жилых комплексов, строительство которых было заморожено. В результате при поддержке президента Н. Назарбаева, почти все дольщики города получили жилье.
В 2011 году в Алматы успешно прошли 7 Зимние Азиатские игры, для проведения которых в городе была создана спортивная инфраструктура.
В этот же год был открыт алматинский метрополитен.
Кроме того, менее чем за 5 лет в городе было построено 20 новых подстанций, что значительно решило проблемы энергетики.
В 2011 году инициировал создание муниципального общественного транспорта и постепенное вытеснение с этого рынка частных перевозчиков.
Является одним из идеологов развития горнолыжного туризма в Алматинском регионе, как наиболее перспективного направления экономики.
В 2008 году на месте проблемных ранее присоединенных к городу поселков был создан Алатауский район.
Неоднократно поднимал вопрос перед правительством об отдельном увеличении заработных плат алматинским врачам и учителям, ссылаясь на высокий уровень жизни в городе.
6 октября 2013 года по инициативе Ахметжана Есимова и Олимпийского чемпиона Александра Винокурова акиматом Алматы была успешно организована и проведена первая в истории Казахстана профессиональная велогонка «Тур Алматы» под эгидой UCI по категории 1,2. Трансляция велотура проводилась на телеканале Eurosport.
Под руководством Есимова в 2014 году впервые в истории объём валового регионального продукта Алматы превысил 8 трлн тенге. В этом же году тысяча талантливых учителей города получили единовременные денежные премии в размере 300 000 тенге.
Решением внеочередной XXIX сессии Маслихата г. Алматы появился восьмой по счёту Наурызбайский район и увеличилась площадь города. На конец 2014 года численность населения Наурызбайского района превышала 180 тысяч человек.

## Председатель правления АО НК «Астана ЭКСПО-2017»
А.Есимов возглавил ЭКСПО-2017 за 21 месяц до официального открытия выставки. Назначение А.Есимова было связано с необходимостью восстановить и ускорить подготовку Астаны к выставке.
Деятельность в статусе председателя правления АО НК «Астана ЭКСПО-2017» А. Есимов начал с решения проблем по оптимизации расходов, из запланированных 816 млрд тенге на Выставку было затрачено всего 452 млрд тенге. К 10 июня 2017 года, моменту открытия выставки, участие в ней подтвердили 115 стран и 18 международных организаций, выставочные павильоны были достроены. За три месяца выставку должно было посетить 2 млн человек. По завершении ЭКСПО, на выставке побывало почти 4 миллиона гостей. Количество посещений всех павильонов составило 30 миллионов при планируемом показателе 5 миллионов. Кроме того, выставку посетили 28 глав государств, 36 премьер-министров и их заместители, 11 руководителей парламентов и их заместители, 70 министров и их заместители.
Выставку признали успешной. Об этом, в том числе, в письме президенту Казахстана Нурсултану Назарбаеву написал генеральный секретарь Международного бюро выставок Висенте Лоссерталес: «…ЭКСПО стало ярким событием и самой успешной специализированной выставкой в истории».

## Председатель правления АО ФНБ «Самрук-Қазына»
23 декабря 2017 года по поручению президента РК Нурсултана Назарбаева А. Есимов был назначен председателем правления АО "ФНБ «Самрук-Қазына».
С 2017 года сумма долговых обязательств группы Фонда снизилась на 1 трлн тенге, а внешний долг — на 5,1 млрд долларов США.
В 2018 году в Фонде впервые была внедрена система оффтейк-договоров, данный механизм дал возможность отечественным предпринимателям заранее получить гарантированный заказ на долгий срок.
В ноябре 2018 года АО "НАК «Казатомпром» стала первой национальной компанией, успешно разместившей свои акции на Международной фондовой бирже. 15 % своих акций стоимостью $451 млн национальная компания разместила на Лондонской фондовой бирже.
В 2019 году в 4 раза был уменьшен объём внутрихолдинговых закупок — с 2 трлн тенге до 515 млрд тенге. Холдинг получил порядка 24 млрд тенге выгод. В конкурентную среду передано 618 млрд тенге. Так, за счет улучшения процесса закупок Фонд сэкономил почти 140 млрд тенге. В тот же год Фонд стал налогоплательщиком номер один в Казахстане. Налоговые выплаты группы компаний АО ФНБ «Самрук-Қазына» за 9 месяцев составили 813 млрд тенге, что больше на 102 млрд тенге по сравнению с данными аналогичного периода 2018 года.
Под руководством Ахметжана Есимова в 2019 году был в срок завершён магистральный газопровод «Сарыарка», предназначенный для газификации столицы Казахстана Нур-Султан, центральных и северных регионов страны.
В 2020 году Фонд «Самрук-Қазына» вошёл в двадцатку фондов по версии ООН по внедрению инициатив в области устойчивого развития.
В 2020 году Институт суверенных фондов благосостояния SWFI опубликовал список самых влиятельных и эффективных фондов, глава «Самрук-Қазына» Ахметжан Есимов вошёл в десятку самых эффективных руководителей инвестиционных компаний мира.

## Критика
Был раскритикован многочисленными горожанами за плохую подготовку к зимней отопительной системе и плохую уборку снега. Также подвергается критике его идея о строительстве горнолыжной базы на заповедных склонах гор близ Алма-Аты В 2015 году был осмеян в соцсетях за высказывание о том, что жители Алматы якобы часто летают на вертолётах в горы, чтобы играть в гольф и кататься на лыжах. Цитата Ахметжана Есимова о вертолётах, гольфе и лыжах оказалась неточной. Слова акима исказил журналист газеты «Караван», после чего информацию с извинениями и полной цитатой опубликовали в газете.

## Награды
| Страна            | Дата             | Награда                                                                                           | Награда                                                                                           |
| ----------------- | ---------------- | ------------------------------------------------------------------------------------------------- | ------------------------------------------------------------------------------------------------- |
| СССР              | 1982             | Орден «Знак Почёта»                                                                               | Орден «Знак Почёта»                                                                               |
| Кыргызстан        | 27 июля 1995     | Заслуженный работник сельского хозяйства Киргизской Республики                                    | Заслуженный работник сельского хозяйства Киргизской Республики                                    |
| Кыргызстан        | 25 октября 1995  | Юбилейная медаль «Манас-1000»                                                                     | Юбилейная медаль «Манас-1000»                                                                     |
| Казахстан         | 15 декабря 2002  | Кавалер ордена Парасат                                                                            | Кавалер ордена Парасат                                                                            |
| Украина           | 4 февраля 2004   | Почётная грамота Кабинета Министров Украины                                                       | Почётная грамота Кабинета Министров Украины                                                       |
| Казахстан         | 2007             | Кавалер ордена Отан                                                                               | Кавалер ордена Отан                                                                               |
| Казахстан         | 2008             | Медаль «10 лет Астане»                                                                            | Медаль «10 лет Астане»                                                                            |
| Казахстан/ Астана | 18 сентября 2009 | Почётный гражданин города Астаны                                                                  | Почётный гражданин города Астаны                                                                  |
| Казахстан         | 14 декабря 2009  | «Аким года» в премии «Алтын Адам» — «Человек года»                                                |                                                                                                   |
| Казахстан         | 2010             | «Аким года» в премии «Алтын Адам» — «Человек года»                                                |                                                                                                   |
| Польша            | 2011             | Кавалер ордена «За заслуги перед Республикой Польша»                                              | Кавалер ордена «За заслуги перед Республикой Польша»                                              |
| Казахстан         | 2011             | «Аким года» в премии «Алтын Адам»                                                                 |                                                                                                   |
| Казахстан         | 14 декабря 2011  | Медаль «20 лет независимости Республики Казахстан»                                                | Медаль «20 лет независимости Республики Казахстан»                                                |
| Казахстан         | 2014             | «Аким года» в премии «Алтын Адам»                                                                 |                                                                                                   |
| Казахстан         | 2012             | Кавалер ордена «Первый Президент Республики Казахстан — Лидер Нации Нурсултан Назарбаев»          | Кавалер ордена «Первый Президент Республики Казахстан — Лидер Нации Нурсултан Назарбаев»          |
| Россия            | 30 сентября 2012 | Кавалер ордена Дружбы                                                                             | Кавалер ордена Дружбы                                                                             |
| Казахстан         | 2014             | Юбилейная медаль «20 лет финансовой полиции»                                                      | Юбилейная медаль «20 лет финансовой полиции»                                                      |
| Казахстан         | 5 декабря 2017   | Герой Труда Казахстана (Қазақстанның Еңбек Ері) с вручение особого знака отличия «Золотая звезда» | Герой Труда Казахстана (Қазақстанның Еңбек Ері) с вручение особого знака отличия «Золотая звезда» |
| Казахстан         | 2018             | Медаль «20 лет Астане»                                                                            | Медаль «20 лет Астане»                                                                            |